# (73987) 1998 EA2
1998 إي أي 2 (ويعرف أيضًا باسم (73987) 1998 إي أي 2 وفق تسمية الكوكب الصغير) (بالإنجليزية: 1998 EA2)‏ هو كويكب ضمن حزام الكويكبات؛ وترتيبه 73987 من حيث الاكتشاف.
اكتُشف هذا الجُرم الفلكي بواسطة OCA–DLR Asteroid Survey ‏ في 2 مارس 1998.

## وصلات خارجية
- (73987) 1998 EA2 في قاعدة بيانات مختبر الدفع النفاث لأجرام النظام الشمسي الصغيرة

- الاكتشاف · مخطط المدار ·  العناصر المدارية · المعلمات المادية

- (73987) 1998 EA2 على موقع ويكي سكاي: DSS2, SDSS, GALEX, IRAS, Hydrogen α, X-Ray, Astrophoto, Sky Map, Articles and images